# Tommy Robredo
Tommy Robredo Garcés (sinh 1 tháng 5 năm 1982 tại Hostalric, Girona) là một cựu tay vợt tennis chuyên nghiệp người Tây Ban Nha. Vào ngày 8 tháng 5 năm 2006 lần đầu tiên anh lọt vào top 10 tay vợt xuất sắc nhất thế giới. Vị trí cao nhất của anh là thứ 5 thế giới sau khi anh chiến thắng tại giải Hamburg Masters vào ngày 28 tháng 8 năm 2006.
Anh bắt đầu chơi chuyên nghiệp vào năm 1998 và được dẫn dắt bởi huấn luyện viên José Manuel "Pepo" Clavet và sau đó là Karim Perona. Robredo chơi thuận tay phải và sở trường là mặt sân đất nện.

## Các trận chung kết lớn

### Chung kết Masters 1000

#### Đơn: 1 (1–0)
| Kết quả | Năm  | Giải vô địch | Loại sân | Đối thủ        | Điểm số       |
| Vô địch | 2006 | Hamburg      | Đất nện  | Radek Štěpánek | 6–1, 6–3, 6–3 |

#### Đôi: 1 (1–1)
| Kết quả | Năm  | Giải        | Cặp với           | Đối thủ                      | Điểm số  |
| Vô địch | 2008 | Monte Carlo | Rafael Nadal      | Mahesh Bhupathi Mark Knowles | 6–3, 6–3 |
| Á quân  | 2009 | Paris       | Marcel Granollers | Daniel Nestor Nenad Zimonjić | 6–3, 6–4 |

## Chung kết ATP

### Đơn: 23 (12 danh hiệu, 11 á quân)
| Giải đấu                          |
| Grand Slam Tournaments (0–0)      |
| ATP World Tour Finals (0–0)       |
| ATP World Tour Masters 1000 (1–0) |
| ATP World Tour 500 Series (1–3)   |
| ATP World Tour 250 Series (10–8)  |

| Mặt sân        |
| Cứng (1–4)     |
| Cỏ (0–0)       |
| Đất nện (11–7) |
| Thảm (0–0)     |

| Kết quả | Thắng-Thua | Ngày                 | Giải đấu                                    | Mặt sân          | Đối thủ           | Tỷ số                    |
| ------- | ---------- | -------------------- | ------------------------------------------- | ---------------- | ----------------- | ------------------------ |
| Á quân  | 1.         | 15 tháng 4 năm 2001  | Grand Prix Hassan II, Casablanca, Marốc     | Đất nện          | Guillermo Cañas   | 5–7, 2–6                 |
| Vô địch | 1.         | 29 tháng 7 năm 2001  | Orange Warsaw Open, Sopot, Ba Lan           | Đất nện          | Albert Portas     | 1–6, 7–5, 7–6(7–2)       |
| Á quân  | 2.         | 20 tháng 7 năm 2003  | Mercedes Cup, Stuttgart, Đức                | Đất nện          | Guillermo Coria   | 2–6, 2–6, 1–6            |
| Vô địch | 2.         | 2 tháng 5 năm 2004   | Torneo Godó, Barcelona, Tây Ban Nha         | Đất nện          | Gastón Gaudio     | 6–3, 4–6, 6–2, 3–6, 6–3  |
| Á quân  | 3.         | 1 tháng 5 năm 2005   | Estoril Open, Estoril, Bồ Đào Nha           | Đất nện          | Gastón Gaudio     | 1–6, 6–2, 1–6            |
| Á quân  | 4.         | 30 tháng 4 năm 2006  | Torneo Godó, Barcelona, Tây Ban Nha         | Đất nện          | Rafael Nadal      | 4–6, 4–6, 0–6            |
| Vô địch | 3.         | 21 tháng 5 năm 2006  | Hamburg Masters, Hamburg, Đức               | Đất nện          | Radek Štěpánek    | 6–1, 6–3, 6–3            |
| Vô địch | 4.         | 16 tháng 7 năm 2006  | Swedish Open, Båstad, Thụy Điển             | Đất nện          | Nikolay Davydenko | 6–2, 6–1                 |
| Á quân  | 5.         | 14 tháng 1 năm 2007  | Heineken Open, Auckland, New Zealand        | Cứng             | David Ferrer      | 4–6, 2–6                 |
| Vô địch | 5.         | 5 tháng 8 năm 2007   | Orange Warsaw Open, Sopot, Ba Lan (2)       | Đất nện          | José Acasuso      | 7–5, 6–0                 |
| Á quân  | 6.         | 16 tháng 9 năm 2007  | China Open, Beijing, Trung Quốc             | Cứng (trong nhà) | Fernando González | 1–6, 6–3, 1–6            |
| Vô địch | 6.         | 7 tháng 10 năm 2007  | Open de Moselle, Metz, Pháp                 | Cứng (trong nhà) | Andy Murray       | 0–6, 6–2, 6–3            |
| Á quân  | 7.         | 15 tháng 6 năm 2008  | Orange Warsaw Open, Warsaw, Ba Lan          | Đất nện          | Nikolay Davydenko | 3–6, 3–6                 |
| Vô địch | 7.         | 13 tháng 7 năm 2008  | Swedish Open, Båstad, Thụy Điển (2)         | Đất nện          | Tomáš Berdych     | 6–4, 6–1                 |
| Vô địch | 8.         | 14 tháng 2 năm 2009  | Brasil Open, Costa do Sauípe, Brazil        | Đất nện          | Thomaz Bellucci   | 6–3, 3–6, 6–4            |
| Vô địch | 9.         | 22 tháng 2 năm 2009  | Copa Telmex, Buenos Aires, Argentina        | Đất nện          | Juan Mónaco       | 7–5, 2–6, 7–6(7–5)       |
| Vô địch | 10.        | 6 tháng 2 năm 2011   | Chile Open, Santiago, Chile                 | Đất nện          | Santiago Giraldo  | 6–2, 2–6, 7–6(7–5)       |
| Vô địch | 11.        | 14 tháng 4 năm 2013  | Grand Prix Hassan II, Casablanca, Marốc     | Đất nện          | Kevin Anderson    | 7–6(8–6), 4–6, 6–3       |
| Vô địch | 12.        | 28 tháng 7 năm 2013  | ATP Vegeta Croatia Open Umag, Umag, Croatia | Đất nện          | Fabio Fognini     | 6–0, 6–3                 |
| Á quân  | 8.         | 27 tháng 7 năm 2014  | ATP Vegeta Croatia Open Umag, Umag, Croatia | Đất nện          | Pablo Cuevas      | 3–6, 4–6                 |
| Á quân  | 9.         | 27 tháng 9 năm 2014  | Shenzhen Open, Shenzhen, Trung Quốc         | Cứng             | Andy Murray       | 7–5, 6–7(9–11), 1–6      |
| Á quân  | 10.        | 26 tháng 10 năm 2014 | Valencia Open 500, Valencia, Tây Ban Nha    | Cứng (trong nhà) | Andy Murray       | 6–3, 6–7(7–9), 6–7(8–10) |
| Á quân  | 11.        | 26 tháng 7 năm 2015  | Swedish Open, Båstad, Thụy Điển             | Đất nện          | Benoît Paire      | 6–7(7–9), 3–6            |

### Đôi: 11 (5 danh hiệu, 6 á quân)
| Giải đấu                          |
| Grand Slam Tournaments (0–0)      |
| ATP World Tour Finals (0–0)       |
| ATP World Tour Masters 1000 (1–1) |
| ATP World Tour 500 Series (0–3)   |
| ATP World Tour 250 Series (4–2)   |

| Mặt sân       |
| Cứng (3–2)    |
| Cỏ (0–0)      |
| Đất nện (2–4) |
| Thảm (0–0)    |

| Kết quả | Thắng-Thua | Ngày                 | Giải đấu                                    | Mặt sân          | Đồng đội           | Đối thủ                          | Tỷ số              |
| ------- | ---------- | -------------------- | ------------------------------------------- | ---------------- | ------------------ | -------------------------------- | ------------------ |
| Á quân  | 1.         | 29 tháng 4 năm 2001  | Torneo Godó, Barcelona, Tây Ban Nha         | Đất nện          | Fernando Vicente   | Donald Johnson Jared Palmer      | 6–7(2–7), 4–6      |
| Vô địch | 1.         | 5 tháng 1 nàm 2004   | Chennai Open, Chennai, Ấn Độ                | Cứng             | Rafael Nadal       | Jonathan Erlich Andy Ram         | 7–6(7–3), 4–6, 6–3 |
| Á quân  | 2.         | 1 tháng 5 năm 2005   | Estoril Open, Estoril, Bồ Đào Nha           | Đất nện          | Juan Ignacio Chela | František Čermák Leoš Friedl     | 3–6, 4–6           |
| Á quân  | 3.         | 24 tháng 7 năm 2005  | Mercedes Cup, Stuttgart, Đức                | Đất nện          | Mariano Hood       | José Acasuso Sebastián Prieto    | 6–7(4–7), 3–6      |
| Vô địch | 2.         | 27 tháng 4 năm 2008  | Monte Carlo Masters, Monte Carlo, Monaco    | Đất nện          | Rafael Nadal       | Mahesh Bhupathi Mark Knowles     | 6–3, 6–3           |
| Vô địch | 3.         | 14 tháng 2 năm 2009  | Brasil Open, Costa do Sauípe, Brazil        | Đất nện          | Marcel Granollers  | Lucas Arnold Ker Juan Mónaco     | 6–4, 7–5           |
| Á quân  | 4.         | 8 tháng 11 năm 2009  | Valencia Open 500, Valencia, Tây Ban Nha    | Cứng (trong nhà) | Marcel Granollers  | František Čermák Michal Mertiňák | 4–6, 3–6           |
| Á quân  | 5.         | 15 tháng 11 năm 2009 | Paris Masters, Paris, Pháp                  | Cứng (trong nhà) | Marcel Granollers  | Daniel Nestor Nenad Zimonjić     | 3–6, 4–6           |
| Vô địch | 4.         | 15 tháng 1 nàm 2011  | Heineken Open, Auckland, New Zealand        | Cứng             | Marcel Granollers  | Johan Brunström Stephen Huss     | 6–4, 7–6(8–6)      |
| Vô địch | 5.         | 6 tháng 1 năm 2013   | Brisbane International, Brisbane, Australia | Cứng             | Marcelo Melo       | Eric Butorac Paul Hanley         | 4–6, 6–1, [10–5]   |
| Á quân  | 6.         | 7 tháng 5 năm 2017   | Estoril Open, Estoril, Bồ Đào Nha           | Đất nện          | David Marrero      | Ryan Harrison Michael Venus      | 5–7, 2–6           |

## Thu nhập từ các giải ATP
| Năm               | Majors | Giải ATP | Tổng số danh hiệu | Số tiền nhận được($)                                           | Thu nhập xếp theo danh sách |
| ----------------- | ------ | -------- | ----------------- | -------------------------------------------------------------- | --------------------------- |
| 1998              | 0      | 0        | 0                 | $2,805                                                         |                             |
| 1999              | 0      | 0        | 0                 | $23,370                                                        |                             |
| 2000              | 0      | 0        | 0                 | $41,210                                                        |                             |
| 2001              | 0      | 1        | 1                 | $367,762                                                       |                             |
| 2002              | 0      | 0        | 0                 | $552,493 Lưu trữ ngày 8 tháng 1 năm 2014 tại Wayback Machine   | 36                          |
| 2003              | 0      | 0        | 0                 | $697,900 Lưu trữ ngày 5 tháng 2 năm 2012 tại Wayback Machine   | 24                          |
| 2004              | 0      | 1        | 1                 | $861,357 Lưu trữ ngày 3 tháng 2 năm 2012 tại Wayback Machine   | 12                          |
| 2005              | 0      | 0        | 0                 | $811,883 Lưu trữ ngày 5 tháng 2 năm 2012 tại Wayback Machine   | 21                          |
| 2006              | 0      | 2        | 2                 | $1,454,675                                                     | 7                           |
| 2007              | 0      | 2        | 2                 | $1,027,147                                                     | 12                          |
| 2008              | 0      | 1        | 1                 | $893,211 Lưu trữ ngày 2 tháng 2 năm 2012 tại Wayback Machine   | 17                          |
| 2009              | 0      | 2        | 2                 | $1,099,897 Lưu trữ ngày 4 tháng 7 năm 2003 tại Wayback Machine | 12                          |
| Tính đến hiện tại | 0      | 9        | 9                 | $7,900,099                                                     | 47                          |

- Tính đến 26 tháng 10 năm 2009